# Maxim Alexandrowitsch Tschudow
Maxim Alexandrowitsch Tschudow (russisch Максим Александрович Чудов, wiss. Transliteration Maxim Alexandrovič Čudov; * 12. November 1982 in Michailowka, Rajon Ufa, Baschkirische ASSR) ist ein ehemaliger russischer Biathlet.
Maxim Tschudow begann 1998 mit dem Biathlonsport. Im Weltcup debütierte der Sportsoldat in der Saison 2004/05. Seitdem gehörte er zum Stammaufgebot des russischen Männerteams im Weltcup. Zunächst wurde er von Wladimir Nikitin, derzeit von Andrei Padin trainiert.
Bei den Weltmeisterschaften 2007 in Antholz gewann er hinter Ole Einar Bjørndalen die Silbermedaille in der 12,5-km-Verfolgung und mit der russischen Mannschaft holte er Gold in der 4 × 7,5-km-Staffel. Ein Jahr später holte er sich bei den Weltmeisterschaften im schwedischen Östersund den Titel im Sprintwettbewerb vor Halvard Hanevold und Ole Einar Bjørndalen und konnte im Verfolgungsrennen erneut den Gewinn der Silbermedaille feiern. Mit der Staffel Russlands wurde Maxim Tschudow Weltmeister vor dem Quartett Norwegens und der deutschen Staffel und erkämpfte am letzten Wettkampftag im Massenstart den dritten Platz. Mit dieser Medaillenausbeute war Maxim Tschudow der erfolgreichste männliche Teilnehmer der Weltmeisterschaft im schwedischen Östersund 2008. Bei den Olympischen Winterspielen 2010 in Vancouver war Tschudow Mitglied der russischen 4 × 7,5-km-Staffel, die die Bronzemedaille gewann. Diese wurde im jedoch später aberkannt, da Jewgeni Ustjugow des Dopings überführt wurde. Beim Sprintwettkampf, der stark von den äußeren Bedingungen beeinflusst wurde, erreichte er nach zwei Schießfehlern Platz 63. Bei seiner ersten Olympiateilnahme 2006 in Turin hatte er im Sprint und in der Verfolgung mit Platz neun seine besten Einzelergebnisse bei Olympia.
Tschudow heiratete am 4. Juni 2010 seine langjährige Freundin.

## Sportliche Erfolge
Weltmeisterschaften:

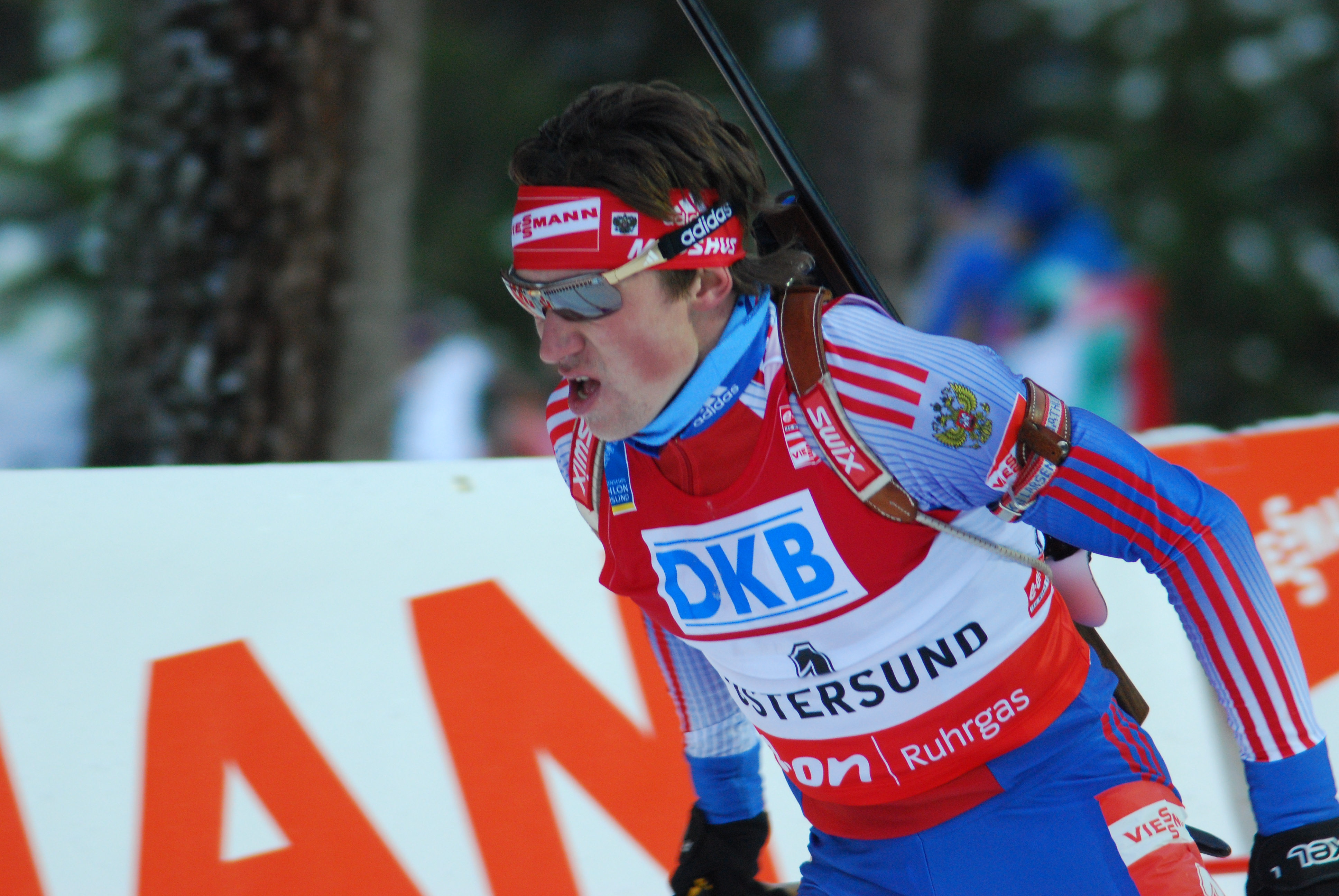
Maxim Tschudow während der Biathlon-Weltmeisterschaften 2008 in Östersund.

- 2007: 1 × Gold (Staffel), 1 × Silber (Verfolgung)
- 2008: 2 × Gold (Sprint, Staffel), 1 × Silber (Verfolgung), 1 × Bronze (Massenstart)
- 2009: 1 × Silber (Verfolgung)

## Biathlon-Weltcup-Platzierungen
Die Tabelle zeigt alle Platzierungen (je nach Austragungsjahr einschließlich Olympische Spiele und Weltmeisterschaften).
- 1.–3. Platz: Anzahl der Podiumsplatzierungen
- Top 10: Anzahl der Platzierungen unter den ersten zehn (einschließlich Podium)
- Punkteränge: Anzahl der Platzierungen innerhalb der Punkteränge (einschließlich Podium und Top 10)
- Starts: Anzahl gelaufener Rennen in der jeweiligen Disziplin
- Staffel: inklusive Mixed- und Single-Mixed-Staffeln

| Platzierung                      | Einzel | Sprint | Verfolgung | Massenstart | Staffel | Gesamt |
| -------------------------------- | ------ | ------ | ---------- | ----------- | ------- | ------ |
| 1. Platz                         | 1      | 2      | 1          |             | 7       | 11     |
| 2. Platz                         | 1      | 4      | 4          |             | 6       | 15     |
| 3. Platz                         | 1      | 2      | 1          | 1           | 2       | 7      |
| Top 10                           | 9      | 20     | 12         | 12          | 24      | 77     |
| Punkteränge                      | 15     | 43     | 29         | 26          | 27      | 140    |
| Starts                           | 19     | 60     | 36         | 26          | 30      | 171    |
| Stand: nach der Saison 2010/2011 |        |        |            |             |         |        |